# Debre Selam
Debre Selam ou Chancho est une ville du centre-est de l'Éthiopie située dans la zone Arsi de la région Oromia. Elle est le centre administratif du woreda Gololcha et compte 3 472 habitants en 2007.
Principale agglomération du woreda Gololcha situé dans le nord-est de la zone Arsi, elle s'appelle Debre Selam ou Chancho, selon les sources.
Elle est desservie par une route secondaire conduisant à Micheta dans le woreda Daro Lebu de la zone Mirab Hararghe.
Elle compte 3 472 habitants au recensement national de 2007.